# Lloyd Kaufman
Lloyd Kaufman, född 30 december 1945 i New York, är en amerikansk filmskapare. Han är ägare och grundare av filmbolaget Troma som han grundade tillsammans med Michael Hertz och Oliver Stone. Kaufman är gift med Patricia Kaufman  och de har tre döttrar som alla har medverkat i åtminstone en av Tromas filmer. Hans döttrar är Charlotte Kaufman, Lilly Hayes Kaufman och Lisbeth Kaufman.